# Sakina Jaffrey

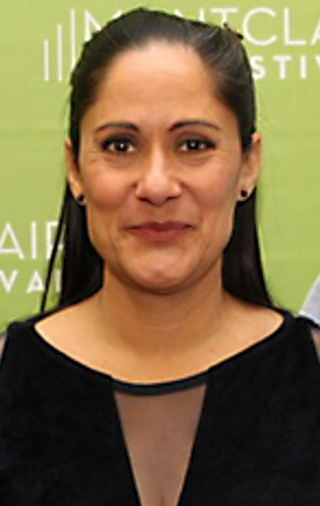
Sakina Jaffrey (2014)

Sakina Jaffrey (Panjabi: ਸਕੀਨਾ ਜਾਫ਼ਰੀ, Hindi: सकीना जाफ़री; * 14. Februar 1962 in New York) ist eine US-amerikanische Schauspielerin.

## Leben
Sakina Jaffrey wurde in Manhattan, New York, als jüngste Tochter von Madhur und Saeed Jaffrey geboren. Ihre Eltern ließen sich scheiden, als sie drei Jahre alt war. Sie wuchs entfremdet von ihrem Vater auf, der danach ins Vereinigte Königreich auswanderte. Sie wuchs im Stadtteil Greenwich Village in Manhattan auf und besuchte dort die PS 41. Später besuchte sie die Nightingale-Bamford School in der Upper East Side.
Jaffrey machte 1984 ihren Abschluss am Vassar College in Poughkeepsie, an dem sie Mandarin studierte. Bevor sie sich entschloss, Schauspielerin zu werden, hatte sie geplant, sich zur Dolmetscherin ausbilden zu lassen.
Jaffrey lebt mit ihrem Mann Francis Wilkinson, einem Journalisten, und ihren beiden Kindern Cassius und Jamila in New York.

## Filmografie (Auswahl)

### Filme
- 1988: The Perfect Murder
- 1989: Slaves of New York
- 1992: Masala
- 1995: Der Indianer im Küchenschrank (The Indian in the Cupboard)
- 1996: Daylight
- 1999: Chutney Popcorn
- 1999: Cotton Mary
- 2001: Revolution No. 9
- 2001: The Mystic Masseur
- 2002: Der Super-Guru (The Guru)
- 2002: The Truth About Charlie (The Truth About Charlie)
- 2003: Ash Tuesday
- 2003: American Made
- 2004: Liebe auf Umwegen (Raising Helen)
- 2004: Der Manchurian Kandidat (The Manchurian Candidate)
- 2006: Hiding Divya
- 2007: Der Weihnachtswunsch (Where God Left His Shoes)
- 2007: Where God Left His Shoes
- 2007: Dharini
- 2007: Waking Dreams
- 2007: Nanny Diaries (The Nanny Diaries)
- 2007: Tödliche Entscheidung – Before the Devil Knows You’re Dead (Before the Devil Knows You’re Dead)
- 2008: Vielleicht, vielleicht auch nicht (Definitely, Maybe)
- 2008: The Toe Tactic
- 2008: The Understudy
- 2008: The Ode
- 2009: Company Retreat
- 2010: Nevermind Nirvana
- 2011: Breakaway
- 2012: The Domino Effect
- 2013: The Necklace
- 2018: Red Sparrow
- 2018: The Equalizer 2
- 2019: Late Night
- 2019: Der wunderbare Mr. Rogers (A Beautiful Day in the Neighborhood)
- 2020: Soul (Stimme)
- 2021: Küss mich, Mistkerl! (The Hating Game)

### Fernsehserien
- 2000, 2004: Law & Order (2 Folgen, verschiedene Rollen)
- 2003–2005: Third Watch – Einsatz am Limit (Third Watch, 16 Folgen)
- 2004: Sex and the City (1 Folge)
- 2006: Heroes (2 Folgen)
- 2007: What Goes On (1 Folge)
- 2007: Law & Order: Special Victims Unit (1 Folge)
- 2011: Blue Bloods – Crime Scene New York (Blue Bloods, 1 Folge)
- 2012: Girls (1 Folge)
- 2013–2014: House of Cards (18 Folgen)
- 2014–2015: Sleepy Hollow (5 Folgen)
- 2014, 2018: Madam Secretary (2 Folgen)
- 2016–2018: Timeless (28 Folgen)
- 2018: Homeland (3 Folgen)
- 2019: American Gods (4 Folgen)
- 2020: Verschwiegen (Defending Jacob, 8 Folgen)
- 2021: Snowpiercer (16 Folgen)
- 2022–2023: Billions (20 Folgen)
- 2022: Ms. Marvel (Fernsehserie, Episode 1x03)
- 2024: Ghosts (1 Doppelfolge)
- 2025: Goosebumps
- 2025: Deli Boys